# Centimeter
Cèntimeter (označba cm) je enota mednarodnega sistema enot za merjenje dolžine, enaka eni stotinki metra (predpona »centi-« v mednarodnem sistemu enot označuje 1/100). Z drugimi besedami, v metru je sto centimetrov. Po tem sistemu se nadalje deli na milimetre, v centimetru jih je deset, desetkrat večja enota pa je decimeter.
Centimeter je v splošni rabi za opisovanje velikosti srednje velikih objektov, kot je višina človeka, v stroki pa se običajneje uporabljajo enote s količnikom 10³, v tem primeru milimetri. V opuščenem sistemu enot CGS, predhodniku mednarodnega sistema enot, je bil centimeter osnovna enota.

## Ekvivalenca z drugimi enotami dolžine
| 1 centimeter | = 10 milimetrov                                     |
| 1 centimeter | = 0.01 metrov                                       |
| 1 centimeter | = 0.3937 inčev (En inč meri točno 2,54 centimetra.) |

En mililiter je v sistemu enot SI opredeljen kot en kubični centimeter.